# Magliano Sabina
Magliano Sabina er en italiensk by (og kommune) i regionen Lazio i Italien, med omkring 3.433(2023) indbyggere. 